# 宮崎市民文化ホール
宮崎市民文化ホール（みやざきしみんぶんかホール）は、宮崎県宮崎市にある多目的ホール。

## 概要
1965年に開館した宮崎市民会館が老朽化し、市は新ホールを建設。1996年に開館。これに伴い市民会館は同年閉館し、跡地に宮崎市民プラザが建設された。大ホールは1,867席収容でき、有名アーティストのコンサートなどが行われている。また、宮崎第一中学校・高等学校が毎年入学式及び卒業式で使用している。
シンガーソングライターの山下達郎は、本ホールで行う『山下達郎 Performance 2011-2012』宮崎公演前の「山下達郎のサンデー・ソングブック」で宮崎公演を告知した際、「音が良い」と本ホールの音響の素晴らしさを絶賛している。

## アクセス
- 宮崎交通バス「福祉文化公園」下車 - 宮崎駅と宮交シティから定期路線バスがあるが、公演終了後に宮崎駅行きの臨時バスが運行されることがある。